# Enzo Diessl
Enzo Diessl (* 6. Juni 2004 in Villa Ocampo, Argentinien) ist ein österreichisch-argentinischer Leichtathlet, der sich auf den 110-Meter-Hürdenlauf spezialisiert hat.

## Leben
Enzo Diessl wurde im nordöstlichen Argentiniens als Sohn eines deutschen Vaters und einer argentinischen Mutter geboren. Sein Vater stammt aus Reutlingen, während die mütterliche Linie aus Argentinien, seiner Urgroßmutter nach Italien zurückreicht. Diessl wuchs bis zu seinem 6. Lebensjahr in Villa Ocampo im Nordosten der Provinz Santa Fe auf. Später lebte er mit seiner Familie zeitweise in der chinesischen Großstadt Shanghai und im schwäbischen Fichtenberg, bevor sie nach Argentinien, genauer gesagt nach Buenos Aires, zurückkehrten. 
Im Mai 2011 zogen die Familie nach Österreich. Im Alter von 16 Jahren gab Diessl die deutsche bzw. italienische Staatsbürgerschaft ab und nahm die österreichische an. Seit Februar 2020 ist er für Österreich startberechtigt.

## Sportliche Laufbahn
Erste internationale Erfahrungen sammelte Enzo Diessl im Jahr 2021, als er bei den U20-Europameisterschaften in Tallinn mit 14,24 s in der ersten Runde über 110 m Hürden ausschied. Im Jahr darauf gewann er bei den U20-Balkan-Hallenmeisterschaften in Belgrad in 7,83 s die Silbermedaille über 60 m Hürden und im August belegte er bei den U20-Weltmeisterschaften in Cali in 13,54 s den fünften Platz über 110 m Hürden. 2023 lief er beim Saisoneinstieg die 110 m Hürden in der U20-Altersklasse in 13,11 s und stellte damit einen neuen U20-Landesrekord auf und lief damit unter die besten zehn Athleten aller Zeiten. Im August siegte er in 13,12 s bei den U20-Europameisterschaften in Jerusalem und verpasste mit der österreichischen 4-mal-100-Meter-Staffel mit 40,81 s den Finaleinzug. Im Jahr darauf siegte er in 13,48 s erstmals in der allgemeinen Klasse bei den Balkan-Meisterschaften in Izmir. Kurz darauf schied er bei den Europameisterschaften in Rom mit 13,71 s im Halbfinale aus. Dank seiner guten Weltranglistenposition nahm er im August an den Olympischen Sommerspielen in Paris teil und schied dort mit 13,56 s in der Hoffnungsrunde aus. 2025 kam er bei den Halleneuropameisterschaften in Apeldoorn im Vorlauf über 60 m Hürden nicht ins Ziel. Beim Liese Prokop Memorial mit einer Zeit von 13,20 Sekunden für die Leichtathletik-Weltmeisterschaften in Tokio. Wenige Wochen später gewann er bei den Leichtathletik-U23-Europameisterschaften in Bergen Gold über 110 m Hürden. Es war dies erst die dritte Goldmedaille für Österreich bei U23-Europameisterschaften nach Günther Weidlinger 1999 und Martin Pröll 2003. Zudem schied er dort mit der 4-mal-100-Meter-Staffel mit 39,63 s im Vorlauf aus.
2023 wurde Diessl österreichischer Staatsmeister im 200-Meter-Lauf sowie 2024 über 110 m Hürden. Zudem wurde er 2024 und Hallenmeister über 60 m Hürden.

## Persönliche Bestleistungen
- 100 Meter: 10,62 s (+0,6 m/s), 20. Mai 2023 in St. Pölten
- 200 Meter: 21,21 s (0,0 m/s), 9. Juli 2023 in Bregenz
  - 200 Meter (Halle): 21,53 s, 28. Januar 2023 in Linz (österreichischer U20-Rekord)
- 110 m Hürden: 13,17 s (+1,5 m/s), 23. Juli 2025 in Eisenstadt
  - 60 m Hürden (Halle): 7,64 s, 18. Februar 2024 in Linz
- 110 Meter Hürden (U20): 13,11 s (+0,9 m/s), 20. Mai 2023 in St. Pölten (österreichischer U20-Rekord)